# Eremochelis flexacus
Espèce
Synonymes
- Therobates flexacus Muma, 1963

Eremochelis flexacus est une espèce de solifuges de la famille des Eremobatidae.

## Distribution
Cette espèce se rencontre aux États-Unis au Nevada et au Mexique en Basse-Californie,.

## Description
Les mâles mesurent de 20,0 à 21,0 mm.

## Publication originale
- Muma, 1963 : Solpugida of the Nevada Test Site. Brigham Young University Science Bulletin. Biological series, vol. 3, no 2, p. 1-15.